# Syndroom van Down
Het syndroom van Down of trisomie-21 is een aangeboren afwijking die gepaard gaat met een verstandelijke beperking, typerende uitwendige kenmerken en bepaalde medische problemen, en die veroorzaakt wordt doordat het erfelijk materiaal van chromosoom 21 in drievoud voorkomt (in plaats van in tweevoud).
Het syndroom komt voor op ongeveer 4,6 van de 10.000 geboortes en in alle bevolkingsgroepen. Vergelijkbare condities zijn ook bij diersoorten als chimpansees aangetroffen.

## Geschiedenis en naam
In 1838 beschreef de Franse psychiater Jean-Étienne Esquirol voor het eerst het klinische beeld van het syndroom dat later het syndroom van Down zou worden genoemd. In 1846 beschreef de Frans-Amerikaanse arts Édouard Séguin het syndroom. In 1866 publiceerde de Britse arts John Langdon Haydon Down een uitgebreid klinisch beeld van mensen met deze afwijking. Hij sprak over 'mongoloïde idiotie'. De oorzaak kende hij nog niet, maar later werd de afwijking naar hem vernoemd. In 1932 opperde de Nederlandse oogarts en geneticus Petrus Johannes Waardenburg dat het syndroom van Down veroorzaakt zou kunnen worden door een chromosoomafwijking. De Franse onderzoeker Marthe Gautier (1925-2022) ontdekte in 1958 in celmateriaal van een Downpatiëntje 47 in plaats van 46 chromozomen. Omdat haar microscoop dat 47e chromozoom niet goed kon weergeven, stuurde ze haar bevindingen voor advies naar de 
kinderarts Jérôme Lejeune. Deze antwoordde niet, maar schreef in 1959 in een wetenschappelijk tijdschrift, dat er sprake was van trisomie (de aanwezigheid van drie in plaats van twee chromosomen) van chromosoom 21.
Down gebruikte de in zijn tijd populaire indeling van de Duitse antropoloog en anatoom Johann Friedrich Blumenbach om de bewoners van het Royal Earlswood Asylum for Idiots in te delen in verschillende "rassen". De basis van deze etnische classificatie was de meting van de diameter van het hoofd en de identificatie van verschillende kenmerken van het gezicht die hij vond op foto’s die hij zelf maakte. Door middel van deze indeling probeerde hij onderscheid te maken tussen aangeboren en verworven aandoeningen. Naar aanleiding van zijn bevindingen publiceerde Down in 1866 in de London Hospital Reports een artikel waarin hij verstandelijk gehandicapten indeelde in deze etnische categorieën. In het artikel Ethnic classifications of idiots besteedde hij vooral veel aandacht aan wat hij noemt “The great Mongolian family”. In het artikel beschrijft hij een jongetje met trisomie-21. Van Downs indeling is alleen zijn beschrijving van mongolisme algemeen bekend geworden. De term 'mongolisme' is binnen de westerse wereld zo’n 100 jaar een geaccepteerde term gebleven. Na de ontdekking in 1959 van de oorzaak van zijn syndroom, de trisomie-21, raakte de term in onbruik. Op verzoek van onderzoekers en van Mongolië is de term in 1965 officieel verdwenen als naam voor trisomie-21.

## Oorzaken
Mensen die dit syndroom hebben, hebben het DNA van alle genen die gelegen zijn op chromosoom 21 te veel in al (of veel van) hun lichaamscellen. Daardoor worden in die cellen allerlei eiwitten in overmaat geproduceerd. Eén daarvan is bijvoorbeeld het β-amyloïd precursor-eiwit APP (peptidase nexin-II), dat een rol speelt bij het ontstaan van de ziekte van Alzheimer. Het teveel aan chromosoom 21 kan op drie manieren ontstaan:

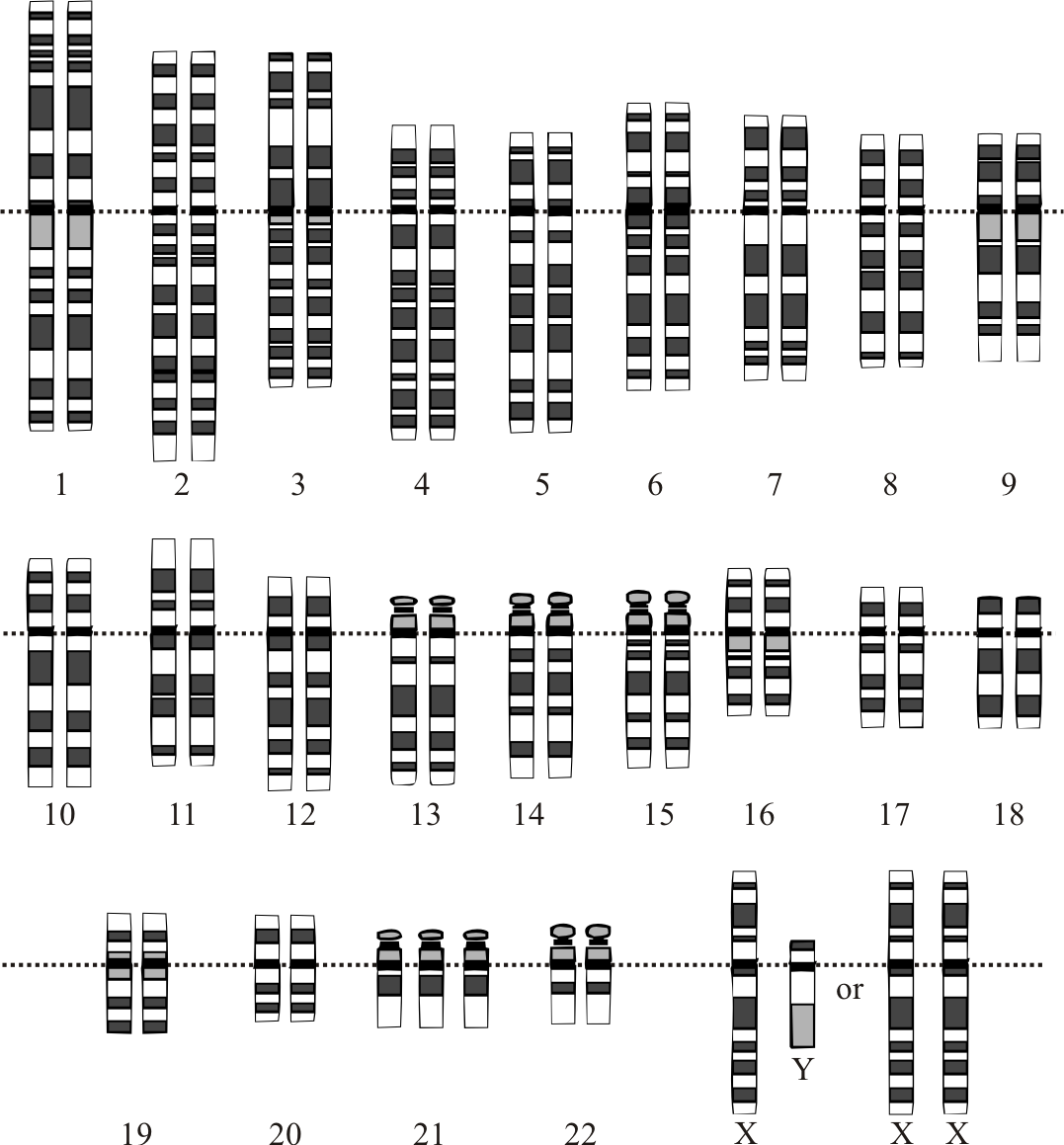
Karyogram (chromosomenkaart) van iemand met trisomie-21: er is een derde chromosoom 21 aanwezig.

- In 95% van de gevallen is er sprake van trisomie-21. Dat wil zeggen, dat er in iedere cel drie in plaats van twee exemplaren van chromosoom 21 aanwezig zijn. Bij de vorming van de geslachtscel, meestal de eicel, zijn er twee chromosomen 21 in plaats van één in de kern gekomen, doordat de twee chromosomen 21 bij de reductiedeling niet van elkaar losraakten (non-disjunctie). Na de bevruchting waren er daardoor drie. Bij het verouderen van de eicellen komt deze afwijking beduidend vaker voor. Op gevorderde leeftijd van de moeder stijgt het risico op de geboorte van een kind met trisomie-21 aanmerkelijk. Het risico van het hebben van een kind met het syndroom van Down op leeftijd van de moeder 25 is 1 in 1250; op leeftijd 30 is 1 in 1000; op leeftijd 35 is 1 in 400; op leeftijd 40 is 1 in 100; op leeftijd 45 is 1 in 30.[13][14] Hoewel de kans op een kind met het syndroom van Down groter is bij oudere moeders, worden de meeste kinderen met dit syndroom geboren uit jonge moeders.[bron?] Er bestaat overigens ook een geringe correlatie met de leeftijd van de vader.[bron?]
- Bij 4% van de downpatiënten is er sprake van een ("ongebalanceerde") translocatie van chromosoom 21. Het is ook mogelijk dat de vader of moeder een "gebalanceerde" translocatie had. Ook hierbij is er een derde chromosoom 21 in elke cel, maar dit ligt niet los in de celkern, maar zit vast aan chromosoom 14, of er zitten twee chromosomen 21 aan elkaar vast. Wanneer echter het totaal aantal exemplaren van chromosoom 21 in iedere celkern twee blijft, is er met een drager zelf meestal niets aan de hand. Hun kinderen lopen echter een grote kans op het syndroom van Down (bij 14/21 translocatie 1:3 en 1:3 zal drager zijn; een drager van 21/21 translocatie zal alleen maar kinderen met het syndroom van Down kunnen krijgen). In de meeste gevallen zijn de ouders echter geen drager en is de translocatie bij de vorming van de geslachtscellen voor het eerst ontstaan. In Nederland zijn enkele tientallen families opgespoord met dragers die zelf niet het syndroom van Down hebben. Kinderen van dragers kunnen zelf ook weer drager zijn zonder dat zij dat weten of merken.
- In 1% van de gevallen is er sprake van mozaïcisme voor chromosoom 21; dat wil zeggen dat slechts een deel van de cellen een derde chromosoom 21 heeft. Deze stoornis is ontstaan bij een van de eerste celdelingen in het jonge embryo, doordat het verdubbelde chromosoom 21 bij de celdeling niet van elkaar losraakte (non-disjunctie).

## Verschijnselen

### Kenmerken
- Verstandelijke handicap
- Epicantusplooi van de ogen (ronde ooghoek)
- Amandelvormige, ietwat scheefstaande ogen
- Atypische gelaatsvorm
- Vlak achterhoofd
- Slappe, groot lijkende tong en open mond
- Eén dwarse, doorlopende handplooi
- Vaak een ontbrekend kootje van de ringvinger
- Vaak een grotere ruimte tussen de grote- en naastgelegen teen
- In ongeveer 40 tot 50 procent van de gevallen een congenitale hartafwijking
- In 60 tot 70 procent van de gevallen bij prenatale screening een kleiner/geen neusbeentje zichtbaar op de echo
- Hyperlaxiteit (slappe banden, spieren en gewrichten)
- Vaak een kleine gestalte
- Vaak sluik, dun haar
- Kortere levensverwachting (70 jaar en ouder is zeldzaam)

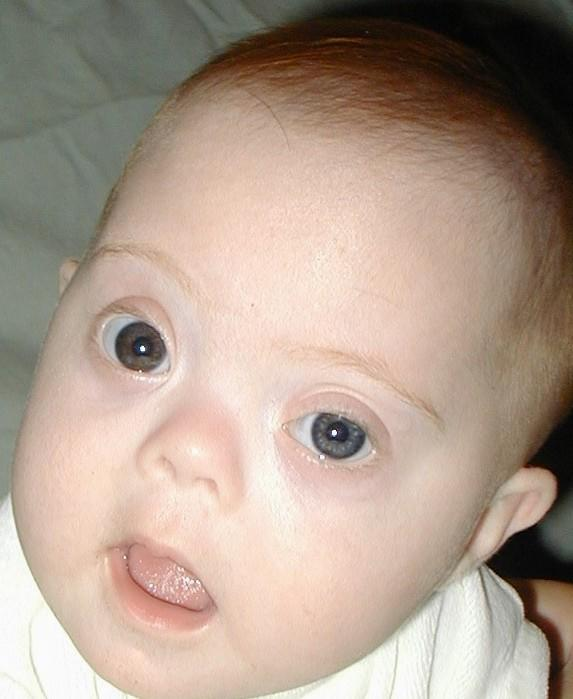
Amandelvormige, ietwat scheefstaande of 'Brushfield'-ogen.

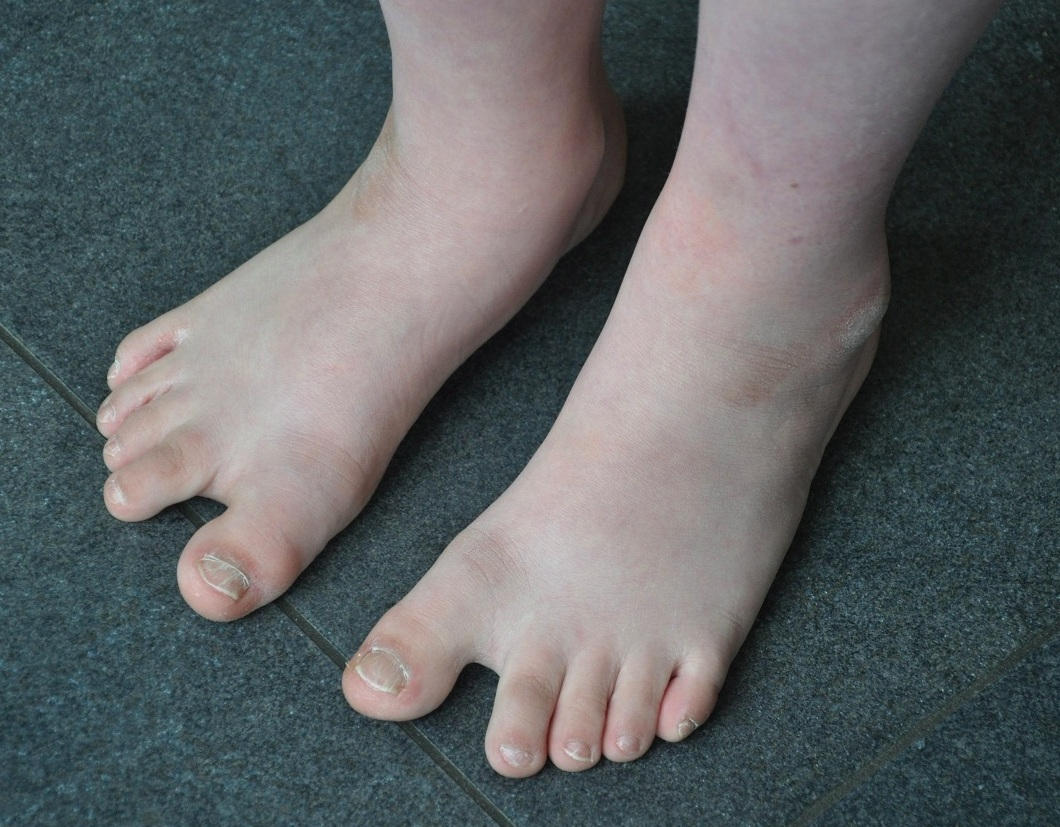
Voeten van een jongen met het syndroom van Down, gekenmerkt door de relatief brede ruimte tussen de grote teen en de andere tenen

## Medische problemen
Mensen met het syndroom van Down hebben een groter risico op het krijgen van de volgende aandoeningen. Voor een betrokkene of hulpverlener die een individu met het syndroom begeleidt, is het daarom van belang bij klachten aan de volgende aandoeningen te denken:
- De verstandelijke beperking varieert van zeer licht tot zeer ernstig. Slechts een zeer kleine minderheid heeft een normaal tot hoog IQ.[15]
- Ongeveer 40 tot 50 procent heeft een congenitale hartafwijking; meestal een opening in het tussenschot tussen de hartkamers (ventrikelseptumdefect), de hartboezems (atriumseptumdefect) of op de grens van boezems en kamers (atrioventriculair septumdefect).[16] Wanneer deze hartafwijking fors is en niet operatief gecorrigeerd wordt, treedt later in het leven chronisch zuurstofgebrek op met alle gevolgen van dien.
- Bij de geboorte kan er sprake zijn van aanlegstoornissen van slokdarm, twaalfvingerige darm of anus.
- Patiënten met het syndroom van Down hebben een minder goed werkend afweersysteem en lopen daardoor meer kans infecties te krijgen. Zo lopen zij na een hepatitis B-infectie een grotere kans om drager te worden van het virus. Dit is een reden voor het advies alle pasgeborenen met het syndroom van Down te vaccineren tegen het hepatitis B-virus.
- Vaak komen ook huidproblemen voor, zoals vormen van eczeem (constitutioneel eczeem, seborroïsch eczeem) of voetschimmel.
- Op de kinderleeftijd is er een verhoogde kans op leukemie.
- Schildklierproblemen (te langzaam of te snel werkend) komen vaak voor bij het syndroom van Down.
- Problemen met de ogen (bijvoorbeeld staar, bijziendheid, keratoconus) komen vaker voor bij het syndroom van Down.
- Veel mensen met het syndroom van Down zijn slechthorend.
- Atlanto-axiale instabiliteit (instabiliteit van de eerste twee nekwervels) veroorzaakt een risico bij intuberen tijdens operaties.
- Onderontwikkeling van de heupkop en de heupkom (heupdysplasie) komen ook voor.
- Coeliakie, een glutenovergevoeligheid in de darm waardoor er stoornissen kunnen ontstaan in de opname van bepaalde voedingsstoffen, komt regelmatig voor bij lijders aan het syndroom.
- Daarnaast komt ook frequent obstipatie voor.
- Osteoporose komt bij het syndroom van Down vaker voor, en op jongere leeftijd.
- Op latere leeftijd (boven de 50, 60 jaar) zien we meestal dementie ontstaan, dikwijls van het Alzheimer-type. Deze vorm van dementie geeft bij patiënten met het syndroom van Down heel specifieke afwijkingen op het EEG (hersenfilmpje) en is daarmee op te sporen.
- Ook kan epilepsie ontstaan, vaak op oudere leeftijd bij mensen die ook lijden aan de ziekte van Alzheimer. Mensen met het syndroom van Down zijn gevoeliger voor de effecten en de bijwerkingen van anti-epileptica.

## Ethische problemen
De Franse arts Jérôme Lejeune (1926-1994), die zijn medisch onderzoek verrichtte in de hoop dat het in de toekomst mogelijk zou worden om mensen met een chromosomale afwijking te genezen en voor het eerst kon aantonen dat het syndroom van Down door een chromosomale afwijking werd veroorzaakt, was later verbitterd over het feit dat zijn onderzoeksresultaten worden gebruikt om chromosomale afwijkingen voor de geboorte op te sporen en zwangerschappen vervolgens af te breken.
In Frankrijk werd anno 2011 een foetus waarbij tijdens de zwangerschap trisomie-21 werd vastgesteld in 96% van de gevallen gedood door middel van abortus provocatus. Sommigen, zoals het Franse parlementslid Olivier Dussopt, vragen zich af waarom dit niet bij alle gevallen gebeurt. Anderen, zoals de Fondation Jérôme Lejeune en verschillende andere organisaties, beschouwen dit als eugenetica.

## Diagnose
Na de geboorte is de diagnose van het syndroom van Down meestal niet moeilijk te stellen, vanwege de diverse typische uiterlijke kenmerken. Toch komt het ook nog wel voor dat het syndroom na de geboorte niet meteen opvalt. In de westerse landen wordt de diagnose vaak al voor de geboorte gesteld. Met behulp van echografie kan men tussen de 11e en 14e week van de zwangerschap de nekplooi meten, en deze is bij een foetus met down vaak verdikt. Combineert men deze meting met de bepaling van een aantal stoffen in het bloed van de moeder (PAPP-A en beta-HCG), dan kan hieruit de kans op een kind met het syndroom van Down met een nauwkeurigheid van 90% worden voorspeld. Combineert men dit tevens met een echoscopische meting van het neusbotje, dan is de betrouwbaarheid zelfs 95%. Doorgaans wordt bij een risico groter dan 1:250 een vruchtwaterpunctie geadviseerd, waarmee de diagnose gesteld kan worden. Een vruchtwaterpunctie is echter niet zonder risico; de kans op het verlies van de zwangerschap door de ingreep werd in studies uit de jaren 70 geschat op 0,5%. Uit recent onderzoek blijkt het attributief risico 0,06% te zijn.
Er kunnen verscheidene redenen zijn waarom ouders willen weten of zij het risico lopen een kind met het syndroom van Down te krijgen:
- Om zich voor te bereiden op de extra zorg die een kind met het syndroom van Down vaak nodig heeft.
- Om eventueel over te gaan tot abortus provocatus op hun foetus.
- Op medisch gebied kan er geanticipeerd worden op de bevalling. De vrouw kan prenataal onderzoek laten verrichten naar mogelijke hartafwijkingen en indien nodig de geboorte laten plaatsvinden in een ziekenhuis met een gespecialiseerde neonatale afdeling.

## Beeldvorming
Doordat een aantal mensen met het syndroom van Down positief in beeld gebracht wordt, zoals met de Jostiband en later ook met televisieprogramma's als Down met Johnny en Down the Road die veel sympathie opwekken bij het publiek, en doordat de mogelijkheden voor kinderen met het downsyndroom tot het volgen van regulier onderwijs in Nederland zijn verbeterd (bijvoorbeeld met een rugzakje), is het beeld dat veel mensen hebben van het syndroom van Down sedert de jaren negentiennegentig positiever geworden.

### Stichting Downsyndroom
In Nederland werd in 1988 de Stichting Downsyndroom (SDS) opgericht die zich inzet voor kinderen en volwassenen met het syndroom van Down en hun familie.
Deze stichting wilde daarmee de leemte die er was in de informatievoorziening over het syndroom opvullen. De stichting houdt workshops, voordrachten en publicaties en informeert ouders en hulpverleners over de mogelijkheden van mensen met downsyndroom.

## Media
- In de film Le huitième jour (1996) speelt de Belg Pascal Duquenne, een jongen met het syndroom van Down, de hoofdrol. Op het filmfestival te Cannes won hij in 1996, samen met zijn Franse tegenspeler Daniel Auteuil, de prijs voor de beste mannelijke vertolking.
- In het Belgische televisieprogramma Man bijt hond presenteren Yves Vanlinthout, een jongeman met het syndroom van Down, en Kris Piekaerts, een licht verstandelijk gehandicapte, als vliegende reporters hun vaste rubriek Kris & Yves.
- In de televisieserie Life Goes On (1989-1993) speelde Chris Burke, een man met het syndroom van Down, de rol van Charles 'Corky' Thatcher. In de serie Touched by an Angel speelt hij een engel met het syndroom van Down.
- In het fotoboek De Upside van Down uit 2008 werden 101 kinderen met het syndroom van Down geportretteerd. De Stichting De Upside van Down ijvert voor een positievere beeldvorming van dit syndroom.
- In de televisieserie Down met Johnny gaat Johnny de Mol bij mensen met het syndroom van Down op bezoek en stelt ze brutale en persoonlijke vragen.
- In de film Yo, también (Spanje 2009), speelt Pablo Pineda een man met downsyndroom die is afgestudeerd aan een universiteit en een baan heeft als consultant. In werkelijkheid is Pablo Pineda de eerste Europese man met downsyndroom en een universitaire graad.
- In het televisieprogramma Upside Down van de EO halen vier jongens met het syndroom van Down grappen uit met bekende en onbekende Nederlanders.
- In de documentaire-film The Punk Syndrome gebruiken de bandleden punkmuziek als een uitlaatklep voor hun frustraties van alledaagse dingen.
- Acteurs met het downsyndroom, en de aandoening, speelden een belangrijke rol in de Vlaamse televisieseries Met man en macht uit 2013 en Tytgat Chocolat uit 2017.
- In 2018, 2019 en 2020 ging Dieter Coppens drie seizoenen met telkens zes jongvolwassenen met het syndroom op roadtrip in de docuserie Down the road.

## Werelddownsyndroomdag
Sinds 2006 wordt Werelddowndag gevierd op 21 maart, vanwege de datumcombinatie 21/03 die trisomie 21 kan voorstellen. Een van de acties die op die dag gevoerd wordt, is het dragen van twee verschillende sokken, een ludiek symbool dat op het belang van diversiteit in de samenleving wijst.

## Externe  links
- Stichting Downsyndroom (Nederland)
- Downsyndroom Vlaanderen
- (en) Onderzoek in de Verenigde Staten - dsresearch.stanford.edu